# سرعل
سرعل (به عربی: سرعل) یک منطقهٔ مسکونی در لبنان است که در شهرستان زغرتا واقع شده‌است.
 سرعل   ۵۲۱ متر بالاتر از سطح دریا واقع شده‌است.